# Реактивное программирование
Реактивное программирование — парадигма программирования, ориентированная на потоки данных и распространение изменений. Это означает, что должна существовать возможность легко выражать статические и динамические потоки данных, а также то, что нижележащая модель исполнения должна автоматически распространять изменения благодаря потоку данных.
К примеру, в императивном программировании присваивание a = b + c будет означать, что переменной a будет присвоен результат выполнения операции b + c, используя текущие (на момент вычисления) значения переменных. Позже значения переменных b и c могут быть изменены без какого-либо влияния на значение переменной a.
В реактивном же программировании значение a будет автоматически пересчитано, основываясь на новых значениях.
Современные табличные процессоры представляют собой пример реактивного программирования. Ячейки таблицы могут содержать строковые значения или формулу вида =B1+C1, значение которой будет вычислено исходя из значений соответствующих ячеек. Когда значение одной из влияющих ячеек будет изменено, значение этой ячейки будет автоматически обновлено.
Другой пример — это языки описания аппаратуры (HDL), такие как Verilog. Реактивное программирование позволяет моделировать изменения в виде их распространения внутри модели.
Реактивное программирование предлагалось как путь для лёгкого создания пользовательских интерфейсов, анимации или моделирования систем, изменяющихся во времени.
К примеру, в MVC архитектуре с помощью реактивного программирования можно реализовать автоматическое отражение изменений из Model в View и наоборот из View в Model.

## Реактивные подходы к программированию

### Императивное реактивное программирование
Можно соединить парадигмы реактивного и императивного программирования. В такой связке императивные программы могли бы работать над реактивными структурами данных.

### Объектно-ориентированное реактивное программирование
Объектно-ориентированное реактивное программирование (ООРП) — это комбинация объектно-ориентированного подхода с реактивным. Вероятно, наиболее естественный способ сделать это состоит в том, что вместо методов и полей у объектов есть реакции, которые автоматически пересчитывают значения, и другие реакции зависят от изменений этих значений.

### Функциональное реактивное программирование
Функциональное программирование является наиболее естественным базисом для реализации реактивной архитектуры, хорошо сочетаясь с параллелизмом.
Функциональное реактивное программирование (ФРП) сформировалось в 1997 году, с предложением языка Fran. Позже были разработаны такие языки как Fruit, FRP и RT-FRP, FAL, Frob, Fvision, Yampa.
Простейшее функциональное реактивное выражение имеет следующую форму:
```
b1
 
`
until
`
 
e
 
=>
 
b2

```

что буквально означает «вести себя как b1 до возникновения события e, после этого вести себя как b2».

## Реализации
- Elm — функциональный реактивный язык программирования, компилирующийся в HTML, CSS и JavaScript.
- Flapjax[англ.] — событийно-реактивный язык для программирования веб-приложений.
- ReactiveX — мультиплатформенная реализация реактивного программирования для Java, JS, C#, Scala, Clojure, Swift и др.
- Reactive.jl — FRP-реализация для Julia.
- ObservableComputations — мультиплатформенная реализация для .NET.